# Lipotriches melanoptera
Lipotriches melanoptera är en biart som först beskrevs av Cockerell 1910.  Lipotriches melanoptera ingår i släktet Lipotriches och familjen vägbin. Inga underarter finns listade i Catalogue of Life.